# Христо Ботев (квартал на Кюстендил)
„Христо Ботев“ е квартал в град Кюстендил.

## Разположение и граници
Квартал „Христо Ботев“ се намира в южната част на Кюстендил, южно от бул. „Цар Освободител“. Разположен е между Колушко дере, бул. „Цар Освободител“, ул. „Ал. Стамболийски“, ул. „Крали Марко“, ул. Гороцветна, ул. „Ген. Стефан Тошев“, ул. „Гургулят“ и хълма Хисарлъка над стадион „Осогово“.

## Исторически, културни и природни забележителности
- Къща музей „Емфиеджиевата къща“ – ул. Гороцветна № 24а. В къщата – архитектурен паметник от епохата на Възраждането, е поместена музейната експозиция „Градски бит и култура на населението в Кюстендил от края на 19 и началото на 20 век“.

## Обществени институции и инфраструктура
В квартала преобладава индивидуалното жилищно строителство. В квартала се намират Професионалната гимназия по дървообработване и горско стопанство „Георги Сава Раковски“, стадион „Осогово“, хотел „Спорт Палас“, административната сграда на „Кюстендилска вода“ ЕООД, както и множество търговски обекти.